# Marc Bischofberger
Marc Bischofberger (26 januari 1991) is een Zwitserse freestyleskiër. Hij vertegenwoordigde zijn land op de Olympische Winterspelen 2018 in Pyeongchang.

## Carrière
Bischofberger maakte zijn wereldbekerdebuut in maart 2013 in Åre. Op 7 december 2013 scoorde de Zwitser in Nakiska zijn eerste wereldbekerpunten, twee weken later behaalde in Innichen zijn eerste toptienklassering in een wereldbekerwedstrijd. Op 10 januari 2015 boekte Bischofberger in Val Thorens zijn eerste wereldbekerzege. Op de wereldkampioenschappen freestyleskiën 2015 in Kreischberg eindigde de Zwitser als zestiende op de skicross. In de Spaanse Sierra Nevada nam hij deel aan de wereldkampioenschappen freestyleskiën 2017. Op dit toernooi eindigde hij als tiende op het onderdeel skicross. Tijdens de Olympische Winterspelen van 2018 in Pyeongchang veroverde Bischofberger de zilveren medaille op de skicross. In het seizoen 2017/2018 won de Zwitser de wereldbeker skicross.
Op de wereldkampioenschappen freestyleskiën 2019 in Park City eindigde hij als vijftiende op de skicross. In Idre Fjäll nam Bischofberger deel aan de wereldkampioenschappen freestyleskiën 2021. Op dit toernooi eindigde hij als 27e op de skicross.

## Resultaten

### Olympische Winterspelen
| Jaar | Plaats      | Resultaten |
| ---- | ----------- | ---------- |
| 2018 | Pyeongchang | Skicross   |

### Wereldkampioenschappen
| Jaar | Plaats        | Resultaten   |
| ---- | ------------- | ------------ |
| 2015 | Kreischberg   | 16e Skicross |
| 2017 | Sierra Nevada | 10e Skicross |
| 2019 | Park City     | 15e Skicross |
| 2021 | Idre Fjäll    | 27e Skicross |

### Wereldbeker
Eindklasseringen
| Seizoen   | Algm | SX   |
| --------- | ---- | ---- |
| 2013/2014 | 132e | 31e  |
| 2014/2015 | 41e  | 11e  |
| 2015/2016 | 164e | 38e  |
| 2016/2017 | 33e  | 6e   |
| 2017/2018 | 9e   | Goud |
| 2018/2019 | 98e  | 23e  |
| 2019/2020 | 90e  | 17e  |

Wereldbekerzeges
| Datum            | Plaats       | Onderdeel |
| ---------------- | ------------ | --------- |
| 10 januari 2015  | Val Thorens  | Skicross  |
| 21 december 2017 | Innichen     | Skicross  |
| 22 december 2017 | Innichen     | Skicross  |
| 23 februari 2020 | Sunny Valley | Skicross  |